# Sant Jaume dels Domenys
Sant Jaume dels Domenys (spanisch San Jaime dels Domenys) ist eine Gemeinde (municipi) mit 2.803 Einwohnern (Stand: 2024) in der Provinz Tarragona in der Autonomen Gemeinschaft Katalonien im Nordosten Spaniens. Die Gemeinde besteht aus dem Hauptort Sant Jaume dels Domenys aus den Ortschaften L'Arquet, Els Arquets, La Carronya, Cornudella, L'Hostal, Lleger, El Papagai, El Papiolet, La Torregassa.

## Geographische Lage
Sant Jaume dels Domenys liegt zwischen Barcelona (55 km in westsüdwestlicher Richtung entfernt) und Tarragona (45 km in ostnordöstlicher Richtung entfernt) in einer Höhe von ca. 215 m. 

## Bevölkerungsentwicklung
| Jahr      | 1970 | 1981 | 1991 | 2001 | 2011 | 2021 |
| Einwohner | 1080 | 1050 | 1187 | 1480 | 2505 | 2666 |

## Sehenswürdigkeiten

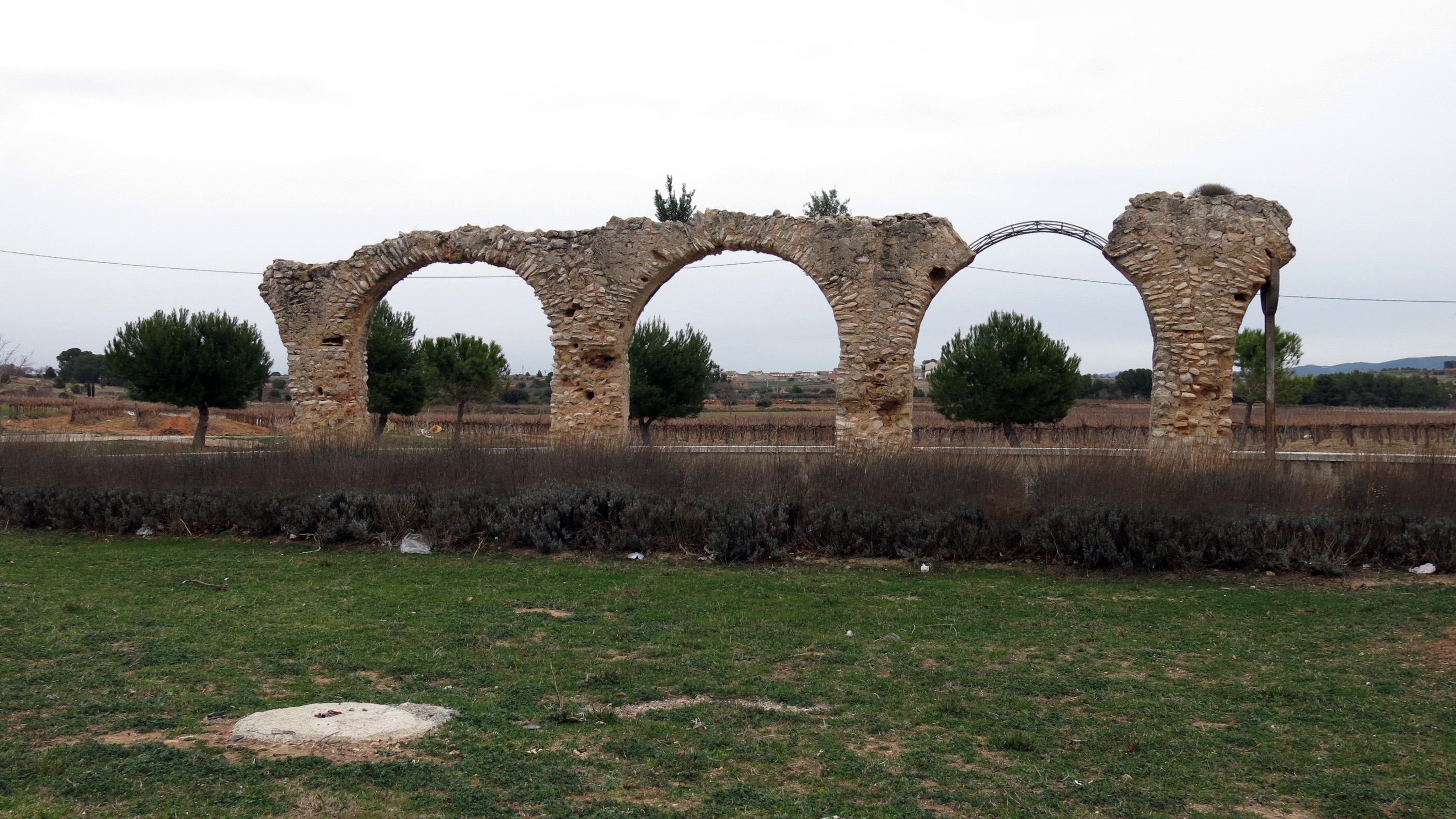
Reste des römischen Aquädukts
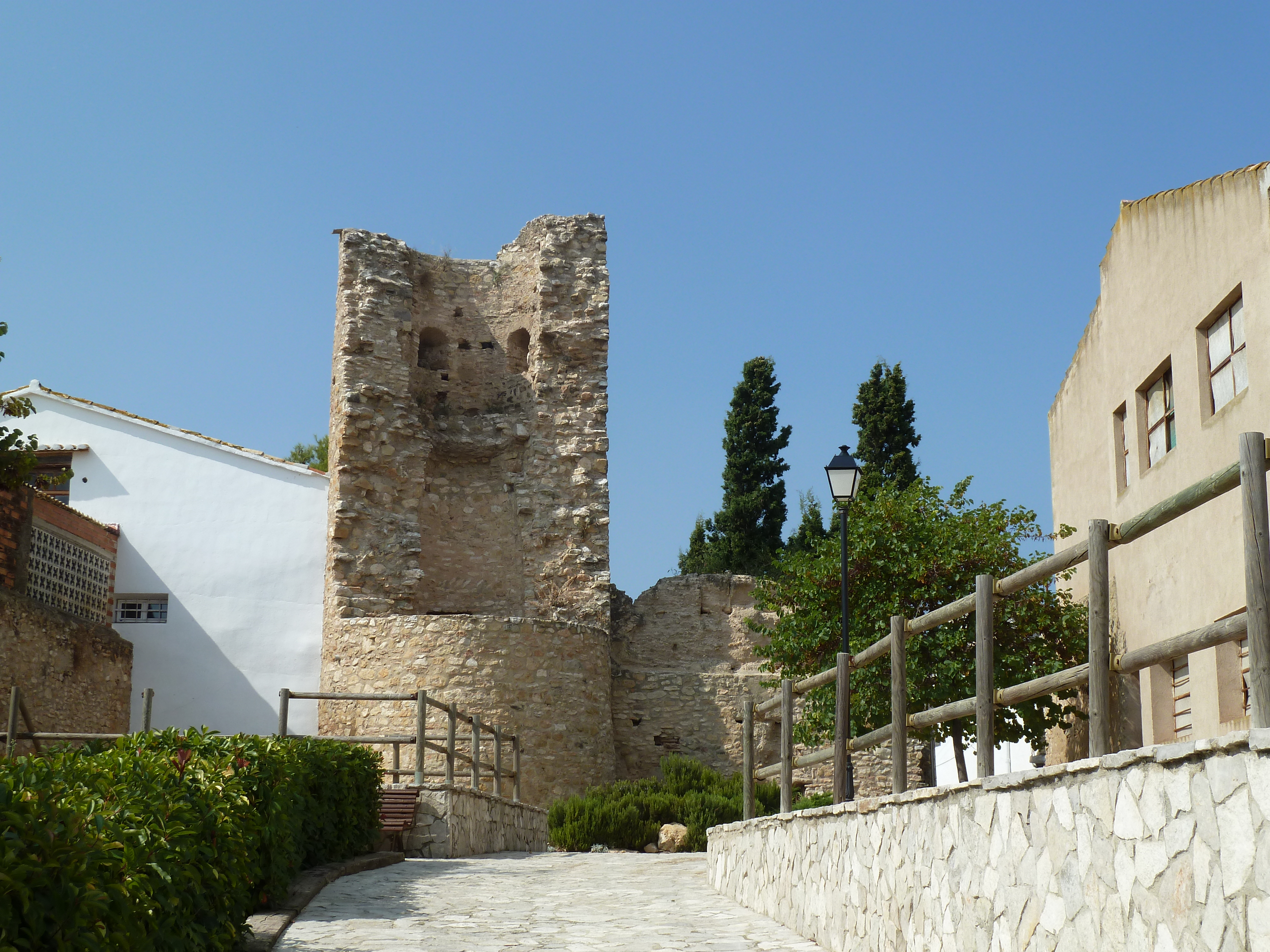
Turmruine von Lleger
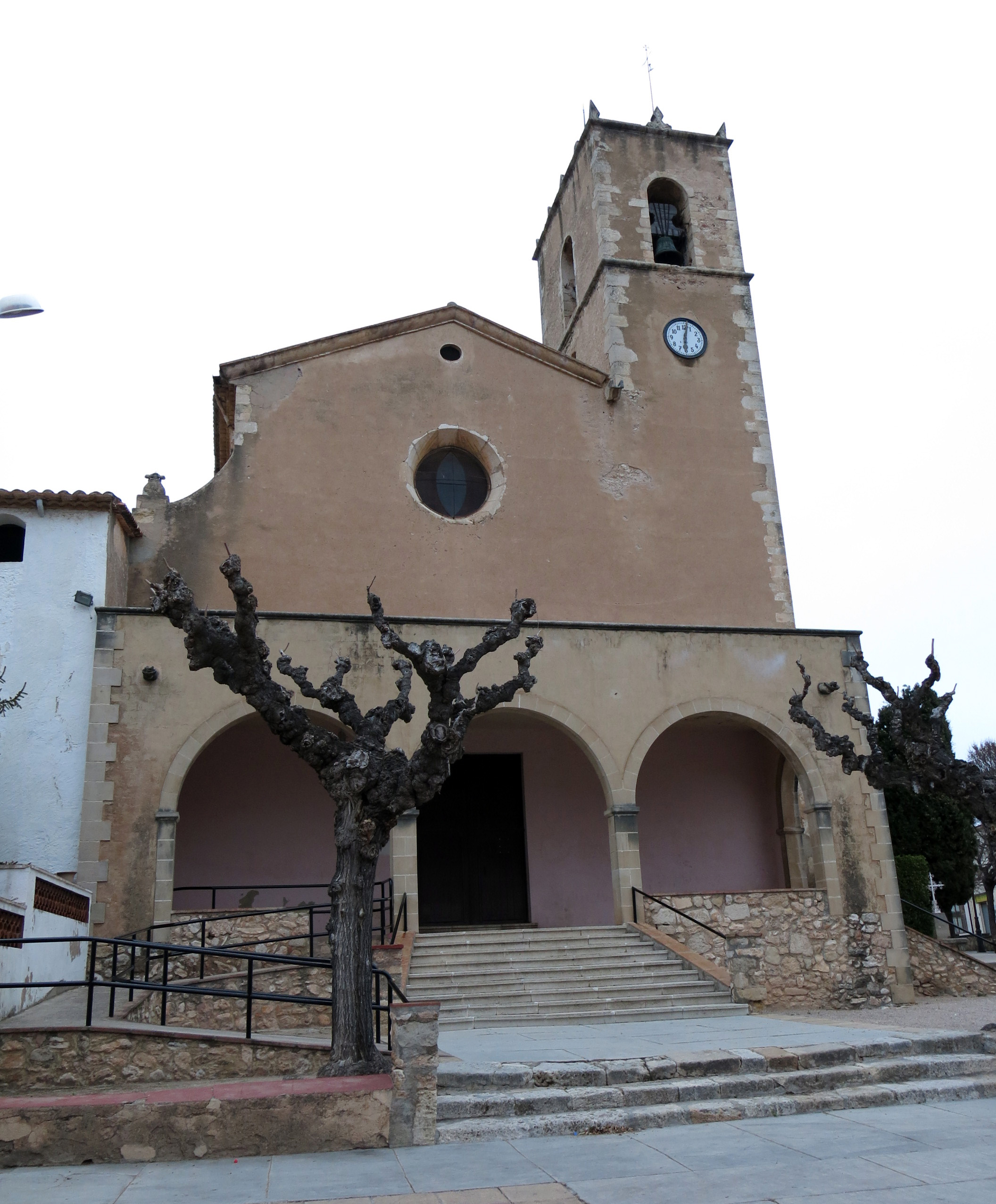
Pfarrkirche (Església de Sant Jaume dels Domenys)
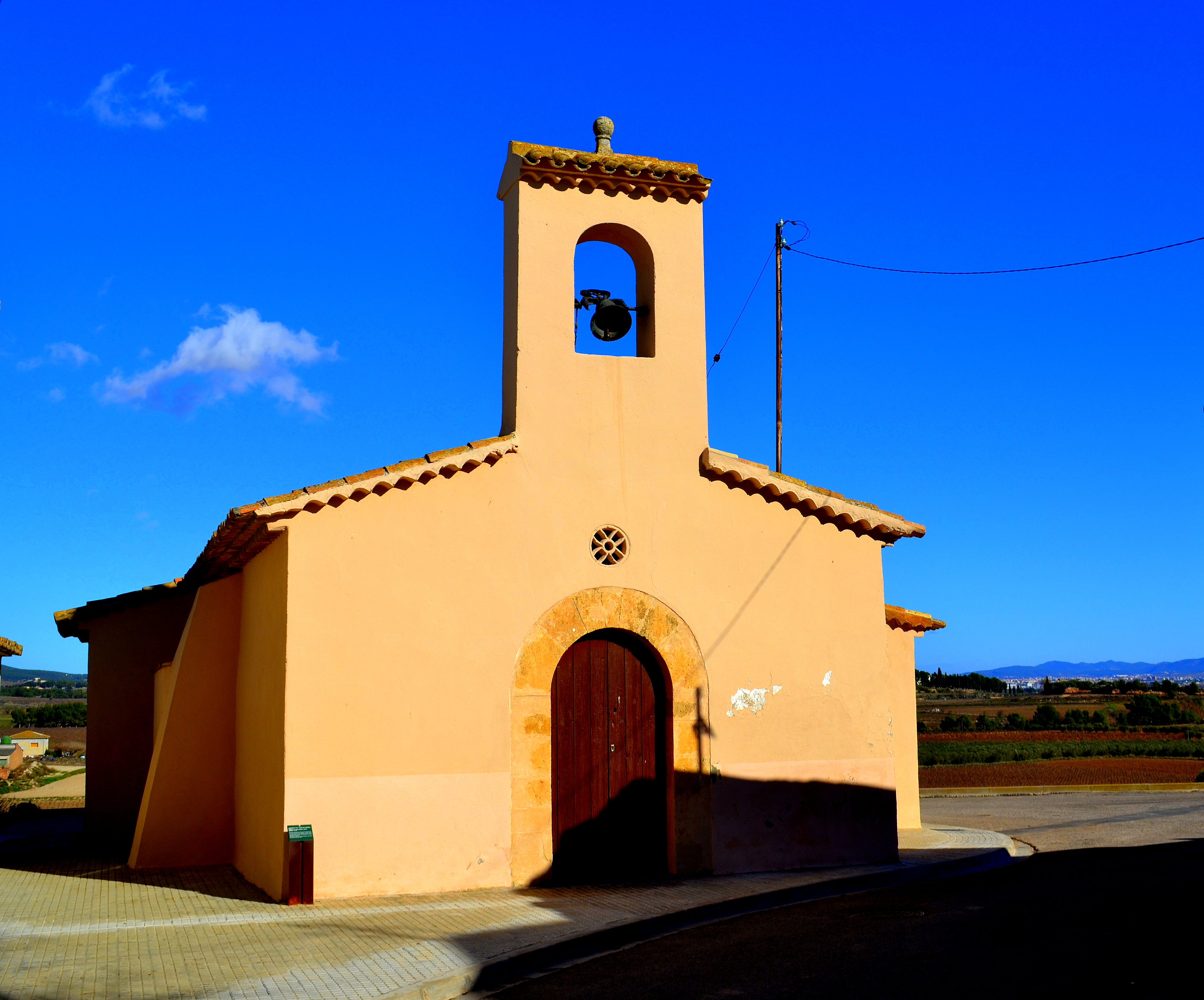
Andreas-und-Marinenkapelle in Lleger
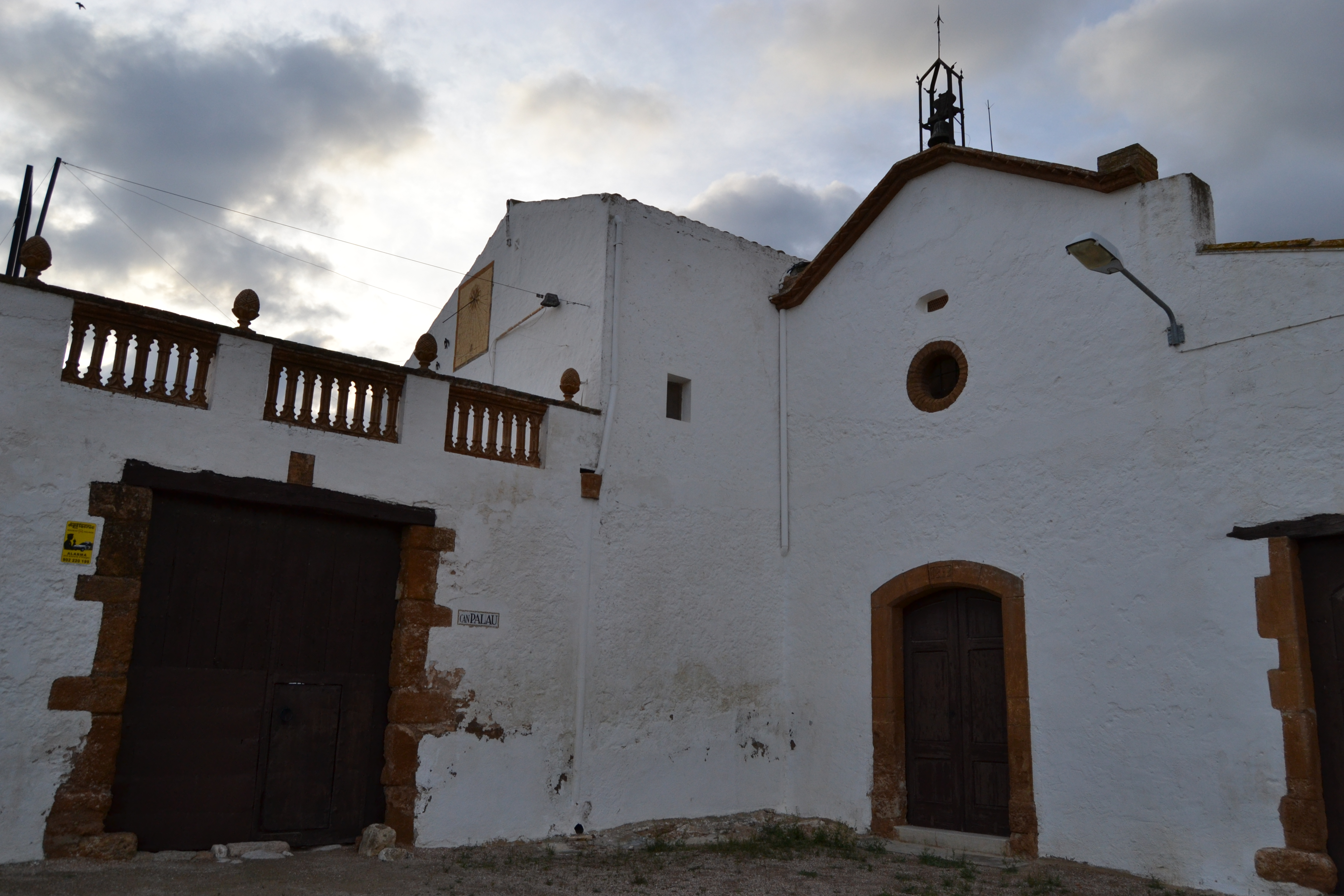
Antoniuskapelle in Torregassa
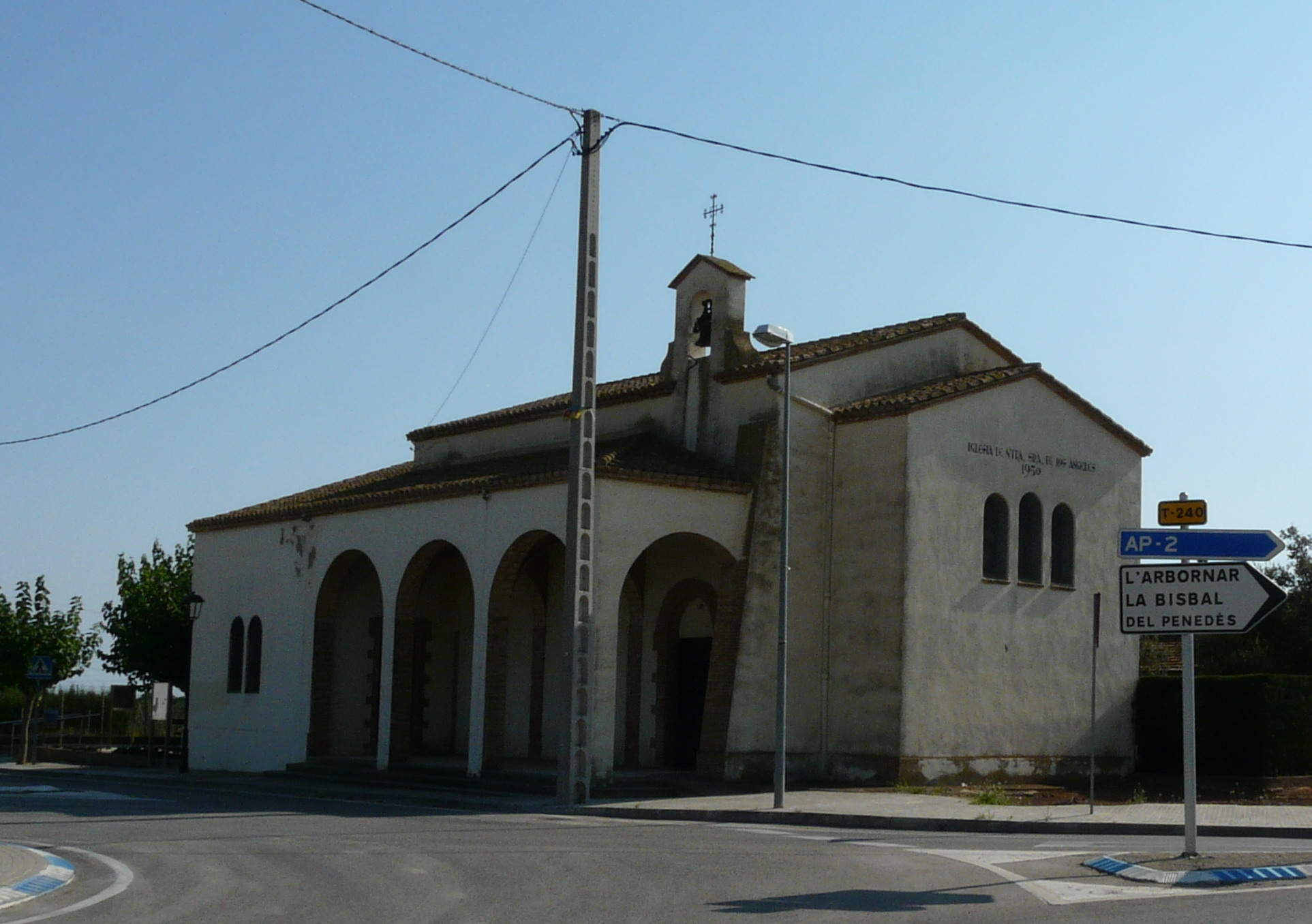
Marienkapelle in El Papiolet
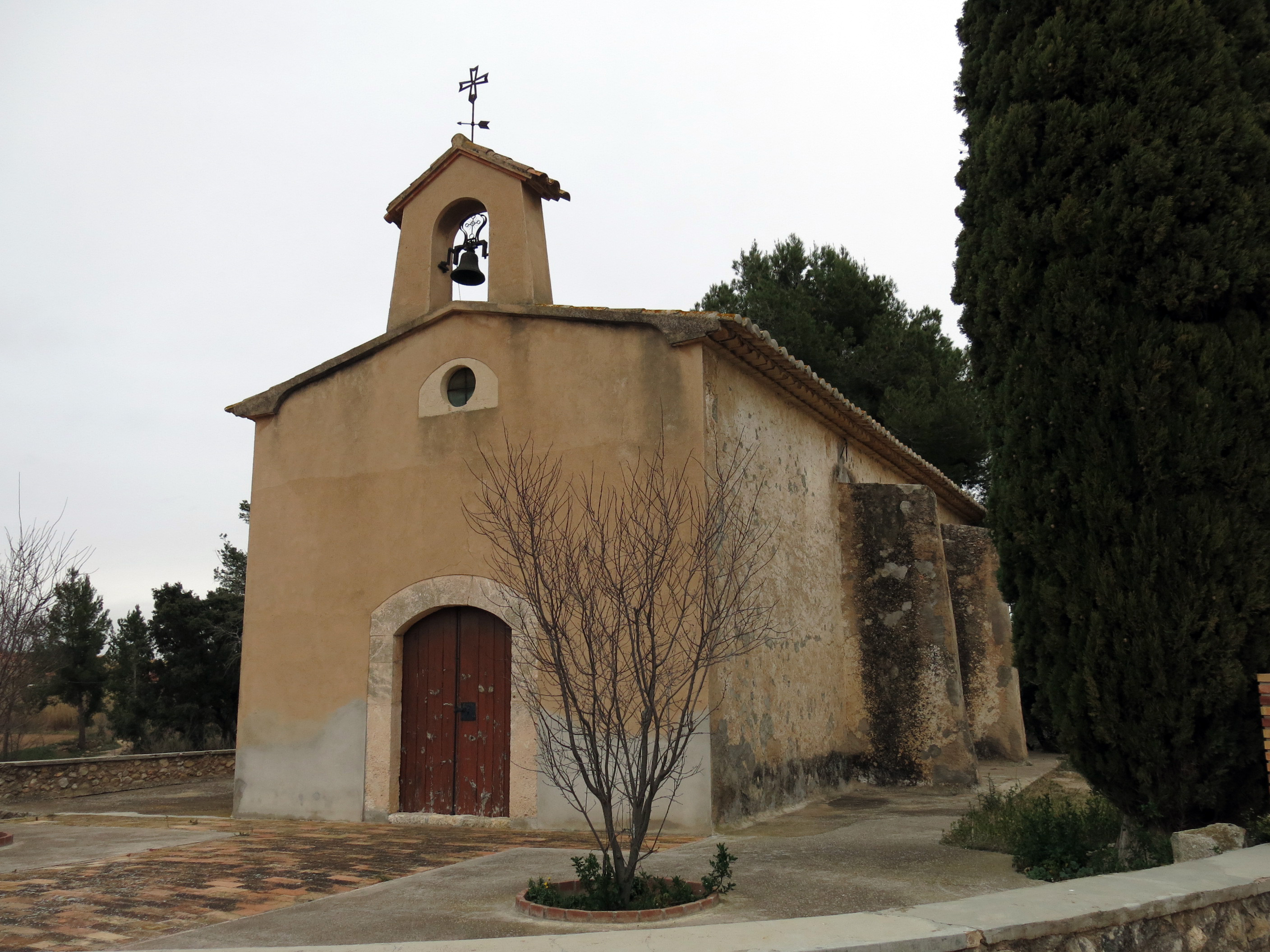
Marienkapelle in Els Arquets

- Reste des römischen Aquädukts
- Turmruine
- Pfarrkirche
- Andreas-und-Marinenkapelle
- Antoniuskapelle
- Marienkapelle in El Papiolet
- Marienkapelle in Els Arquets

## Persönlichkeiten
- Marc Bartra (* 1991), Fußballspieler